# إدغار رامزي
إدغار رامزي (بالإنجليزية: Edgar Ramsay)‏ هو مجدف جنوب أفريقي، (و. 1914  م).

## وصلات خارجية
- إدغار رامزي على موقع أوليمبيديا (الإنجليزية)